# Ashland, Oregon
Ashland là một thành phố trong Quận Jackson tiểu bang Oregon, Hoa Kỳ. Nó nằm gần Xa lộ Liên tiểu bang 5 và biên giới California, và nằm cuối góc phía nam Thung lũng Rogue. Nó chính thức trở thành thị trấn với tên gọi là Ashland Mills năm 1855. Theo Cục điều tra dân số Hoa Kỳ năm 2000, thành phố có một tổng dân số là 19.522. Ước tính năm 2006 là 21.430 cư dân. Nó là nhà của Đại học Nam Oregon và Lễ hội Shakespeare Oregon quốc tế nổi tiếng.

## Lịch sử
Trước khi người định cư đến vào giữa thế kỷ 19, người bản thổ châu Mỹ thuộc bộ lạc Shasta sống trong thung lũng dọc theo con lạch gần nơi mà Ashland nằm. Những người đánh bẫy và thợ săn của Công ty Vịnh Hudson theo Đường mòn Siskiyou đi qua nơi này trong thập niên 1820. Cuối thập niên 1840, những người định cư (đa số là người Mỹ) theo Đường mòn Applegate bắt đầu đi qua vùng này. Đầu năm thập niên 1850, Đạo luật Ban đất đã mang nhiều người định cư da trắng vào Thung lũng Rogue và lâm vào tình trạng xung đột với người bản thổ. Những vụ xung đột thường là bạo động tiếp tục cho đến năm 1856.
Năm 1851, vàng được khám phá tại Rich Gulch, một nhánh của con lạch Jackson, và một thành phố lều phát triển dọc theo hai bên bờ, khu vực bây giờ được biết như là Jacksonville. Những dân định cư chẳng bao lâu sau đó đến khu vực Ashland tháng 1 năm 1852 trong đó có Abel Helman, Eber Emery và em trai là James Emery, Robert Hargadine và những người khác. Để đổ tiền vào khai khoáng tại Jacksonville gần đó, Helman và gia đình Emerys đã thiết lập một nhà máy gỗ trên Lạch Ashland (lúc đó gọi là Mill Creek).
Trong thập niên 1860 và thập niên 1870, cộng đồng phát triển, thiết lập một trường học, nhà thờ và các cơ sở thương mại khác. Năm 1871, Bưu điện bỏ "Mills" ra khỏi tên của Ashland. Ngày 4 tháng 11 năm 1872 Mục sư J. H. Skidmore thành lập Hoc viện Ashland mà dần dần trở thành Đại học Nam Oregon.
Tháng 12 năm 1887, Portland, Oregon và San Francisco, California được nối với nhau bằng đường sắt tại Ashland. Đến năm 1926, khi đa số dịch vụ đường sắt bắt đầu lấy một con đường khác (phía đông qua Klamath Falls để tránh độ dốc qua Dãy núi Siskiyou) Ashland thịnh vượng nhờ vào buôn bán qua đường sắt. Đặc biệt là trường hợp của các sản phẩm trái cây như đào Ashland nổi tiếng thắng được giải cao ở Hội chợ Thế giới năm 1893 tại Chicago.
Năm 1908, Câu lạc bộ Cải thiện Dân sự Phụ nữ đã kiến nghị thành lập một công viên, đó là Công viên Hẻm núi Ashland, dọc theo Lạch Ashland. Việc khám phá ra nước có chất Lithia trong cùng thời gian đưa đến kế hoạch thiết lập một suối nước khoáng tại công viên. Sử dụng tiền quỹ thu được, thị trấn mời kiến trúc sư về phong cảnh là tác giả của Công viên Kim Môn (Golden Gate Park) của San Francisco tên John McLaren đến để thiết kế công viên. Chuyện này có kết quả là công viên được đổi tên trước tiên là Công viên Suối Lithia và rồi thành Công viên Lithia.
Trạm điện thoại công cộng còn hoạt động và lâu đời nhất tại Oregon được làm bằng gỗ có mái thiết nằm ở phố chính Ashland nơi Khách sạn Columbia. Khách sạn Columbia Lưu trữ ngày 8 tháng 8 năm 2014 tại Wayback Machine, được xây năm 1910 như một phần của tòa nhà Ender, là khách sạn xưa nhất tại Ashland và tiếp tục hưng thịnh ngày nay. Tòa nhà ban đầu là nơi trao đổi mua bán lớn nhất giữa Sacramento, California và Portland, Oregon trong thời gian từ 1910 đến 1928.
Trong ngày mừng Lễ Độc lập 4 tháng 7 năm 1935, Angus L. Bowmer đã tổ chức trình diễn lần đầu tiên chương trình mà sau này trở thành Lễ hội Shakespeare Oregon. Lễ hội phát triển suốt thế kỷ 20, và trở thành đoàn kịch của vùng nổi tiếng thế giới.

## Địa lý
Ashland nằm dưới chân đồi Siskiyou và Dãy núi Cascade ở vị trí 42°11'29" Bắc, 122°42'3" Tây (42.191396, -122.700752),1 hay khoảng 15 dặm Anh (24 km) về phía bắc biên giới California trên Xa lộ Liên tiểu bang 5.
Thành phố nằm 350 dặm Anh (560 km) về phía bắc của San Francisco, California và 285 dặm Anh (459 km) về phía nam của Portland, Oregon, trong một khu vực trước kia từng được đề nghị trở thành Tiểu bang Jefferson. Nó nằm 90 dặm (145 km) cách Công viên Quốc gia Hồ miệng núi lửa và Di tích Quốc gia Hang động Oregon.
Theo Cục Điều tra Dân số Hoa Kỳ, thành phố có tổng dân số 16,8 km² (6,5 mi²), không có vùng nước nào.

## Thành phố kết nghĩa
Ashland có một thành phố kết nghĩa:
- Guanajuato, México[5]